# ویلهس
ویلهس (به فرانسوی: Veilhes) یک کامین در فرانسه است که در Canton of Lavaur واقع شده‌است.

## خصوصیات
ویلهس ۵٫۵۹ کیلومترمربع مساحت و ۱۰۷ نفر جمعیت دارد.